# 라이네크 (스위스)
라이네크(독일어: Rheineck)는 스위스 장크트갈렌주에 위치한 도시로, 면적은 2.21km2, 높이는 400m, 인구는 3,312명(2011년 기준), 인구 밀도는 1,519명/km2이다.

## 역사

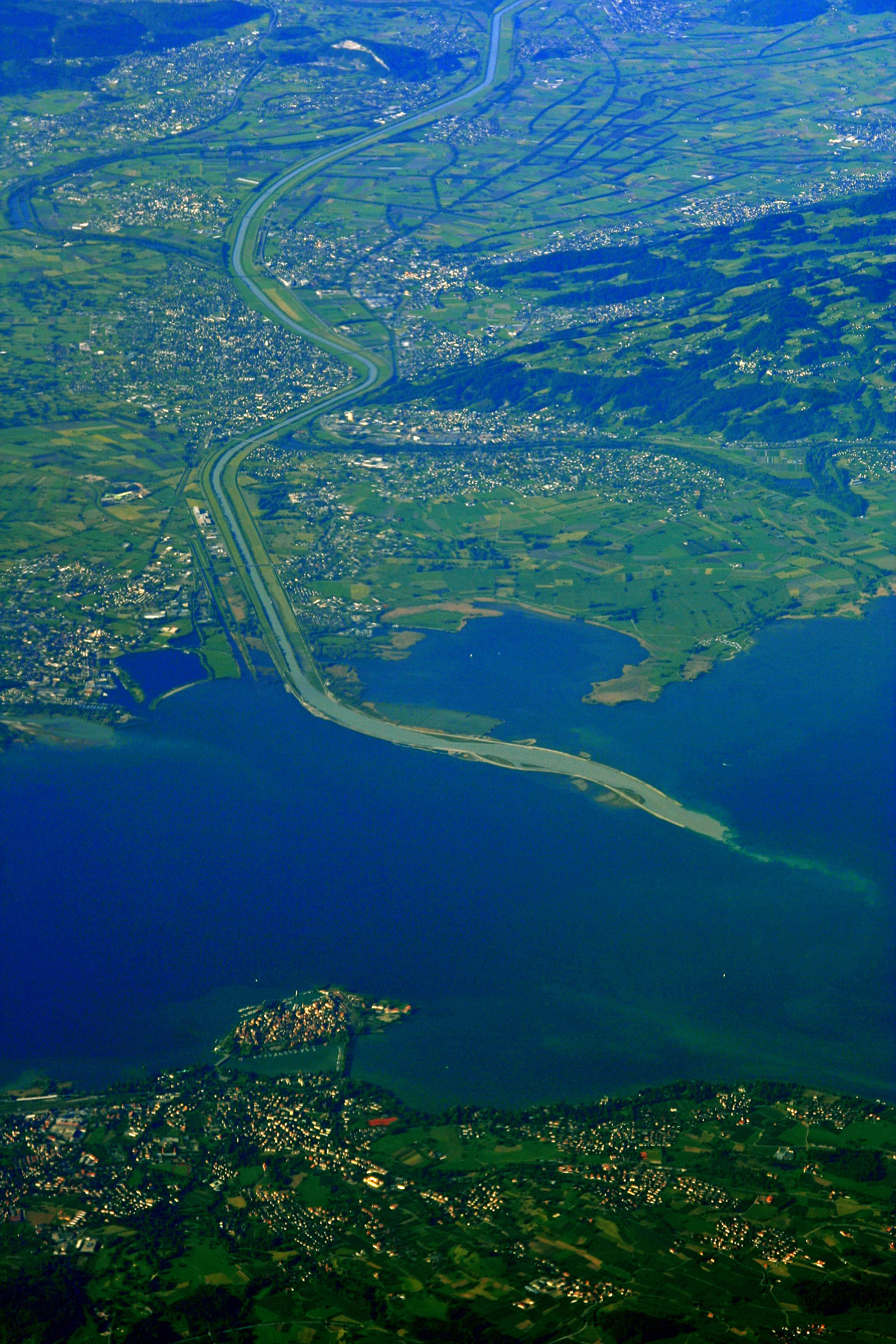
콘스탄스호의 라인강 어귀

라이네크는 1163년경에 castellum Rinegge로 처음 언급되었다. 1218년에는 Rinegg로 언급되었다. Ad Rhenum을 언급한 Tabula Peutingeriana의 오래된 참고 자료는 이제 장크트마르그레텐을 언급하는 것으로 간주된다.

## 지리

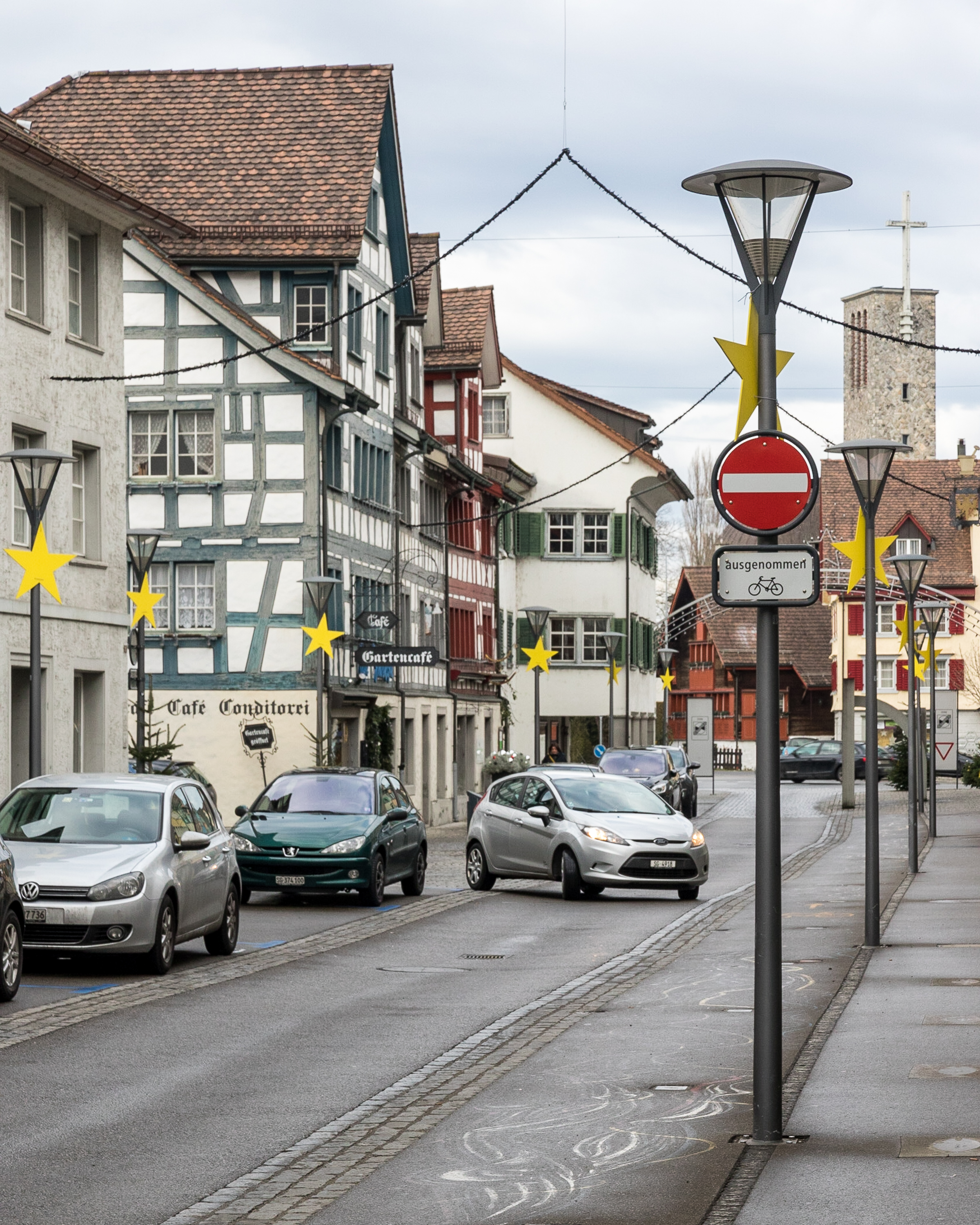
라이네크 중앙거리

라이네크의 면적은 2006년 기준으로 2.2k㎡이다. 이 면적 중 34.8%가 농업용으로 사용되고, 7.7%가 산림이다. 나머지 토지 중 51.1%는 정착지(건물 또는 도로)이고, 나머지(6.3%)는 비생산적(강 또는 호수)이다.
시정촌은 오스트리아 국경이기도 한 라인강의 오래된 수로인 알터라인강 좌안에 있는 로르샤흐 지역에 있다. 콘스탄스 호수에서 남쪽으로 약 4km 떨어져 있다. 아펜첼러 산기슭과 라인강 계곡의 지역 중심지이다. 언덕과 라인강 사이의 좁은 지역에 위치해 있기 때문에 수세기 동안 전략적으로 중요했다.

## 인구통계
2020년 12월 31일 기준, 라이넥의 인구는 3,404명이다. 2007년 기준으로 전체 인구의 약 34.7%가 외국인이다. 2000년 기준, 외국인 인구는 독일 49명, 이탈리아 318명, 유고슬라비아 460명, 오스트리아 101명, 터키 42명, 타국 111명이다. 지난 10년 동안 인구는 -1.6%의 비율로 감소했다. 2000년 기준, 인구 대부분이 독일어(82.2%)를 사용하며, 이탈리아어가 두 번째로 많이 사용(6.1%)되고, 세르보-크로아티아어가 세 번째(4.1%)로 사용된다. 2000년 기준, 스위스 공용어 중 2,655명이 독일어, 7명이 프랑스어, 196명이 이탈리아어, 7명이 로만슈어를 사용한다.
2000년 현재, 라이네크의 연령 분포는 다음과 같다. 389명 또는 인구의 12.0%는 0세에서 9세 사이이고, 405명 또는 12.5%는 10세에서 19세 사이이다. 성인 인구 중 383명 또는 인구의 11.9%가 20세에서 29세 사이이다. 492명(15.2%)은 30~39세, 463명(14.3%)은 40~49세, 409명(12.7%)은 50~59세이다. 고령자 분포는 316명(인구의 9.8%)이 60세 이상이다. 69세는 70~79세가 225명(7.0%), 80~89세가 123명(3.8%), 90~99세(26명(0.8%))가 있다.
2000년에는 493명(인구의 15.3%)이 개인 주택에 혼자 살고 있었다. 자녀가 없는 부부(기혼 또는 약혼)의 일부는 756명(또는 23.4%)이었고 자녀가 있는 부부의 일부는 1,691명(또는 52.3%)이었다. 한부모 가정에 거주하는 사람은 170명(또는 5.3%)이었으며, 한부모 또는 양부모와 함께 사는 성인 자녀가 16명, 친척으로 구성된 가구에 거주하는 사람이 9명, 혈연이 아닌 사람 중 85명이 시설에 수용되어 있거나 다른 유형의 공동 주택에 거주하고 있다.
2007년 연방 선거에서 가장 인기 있는 정당은 41.1%의 득표율을 기록한 SVP였다. 다음으로 가장 인기 있는 세 정당은 CVP (17.1%), FDP (15.3%), SP (13.7%)였다.
라이네크에서는 인구의 약 62.2%(25-64세 사이)가 비필수 고등교육 또는 추가 고등교육(대학 또는 응용학문대학)을 완료했다. 2000년을 기준으로 라이넥의 전체 인구 중 813명(인구의 25.2%)이 이수한 최고 교육 수준은 초등 교육, 1,171명(36.2%)이 중등교육, 267명(8.3%)이 졸업했다. 고등 교육을 받았고, 167명(5.2%)은 학교에 다니지 않는다. 나머지는 이 질문에 대답하지 않았다.
역사적 인구는 다음 표에 나와 있다.
| 년도 | 인구  |
| ---- | ----- |
| 1634 | 548   |
| 1850 | 1,177 |
| 1900 | 2,094 |
| 1950 | 2,600 |
| 1970 | 3,275 |
| 1990 | 3,101 |
| 2000 | 3,231 |

## 종교

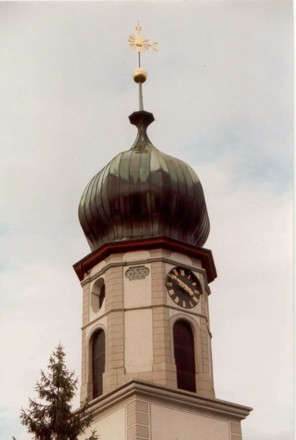
라이네크의 스위스 개혁 교회 교회탑

2000년 인구 조사에 따르면 1,421명(44.0%)이 로마 가톨릭 신자이고, 982명(30.4%)이 스위스 개혁 교회에 속해 있다. 나머지 인구 중 정교회에 속한 사람은 88명(인구의 약 2.72%)이고, 다른 기독교 교회에 속한 사람은 105명(인구의 약 3.25%)이다. 이슬람교는 340명(약 10.52%)이다. 인구 조사에 등재되지 않은 다른 교회에 속한 28명의 개인(약 0.87%), 교회에 속하지 않은 187명(약 5.79%), 불가지론자 또는 무신론자 및 80명의 개인(약 2.48%)가 질문에 대답하지 않았다.

## 국가중요문화재
로르샤허스트라세 15에 있는 뢰벤호프는 국가적으로 중요한 스위스 문화유산으로 등재되어 있다.
라이네크 마을은 스위스 유산 목록의 일부로 지정되었다. 또한 라인강 유역에 있는 여러 성인 Schlosslandschaft 로르샤흐 / 알터라인강도 목록의 일부로 지정되었다. Schlosslandschaft는 베르크, 골다흐, 뫼르쉬빌, 라이네크, 로르샤허베르크, 장크트마르그레텐, 슈타이나흐, 탈 및 튀바흐 간에 공유된다.

## 경제
2007년 기준으로 라이넥의 실업률은 2.87%였다. 2005년 현재 1차 경제 부문에 9명이 고용되어 있고, 이 부문에 약 4개 기업이 참여하고 있다. 591명이 2차 부문에 고용되어 있고, 이 부문에 58개의 기업이 있다. 805명이 3차 부문에 고용되어 있으며, 이 부문에는 144개의 기업이 있다.
2009년 10월 현재 평균 실업률은 4.6%이다. 지자체에는 203개의 기업이 있었고, 그중 54개는 경제의 2차 부문에 참여했고, 147개는 3차 부문에 참여했다.
2000년 기준으로 606명의 주민이 지자체에서 일했고, 1,038명의 주민이 라이네크 외곽에서 일했으며, 1,080명이 일을 위해 지자체로 통근했다.

## 교통

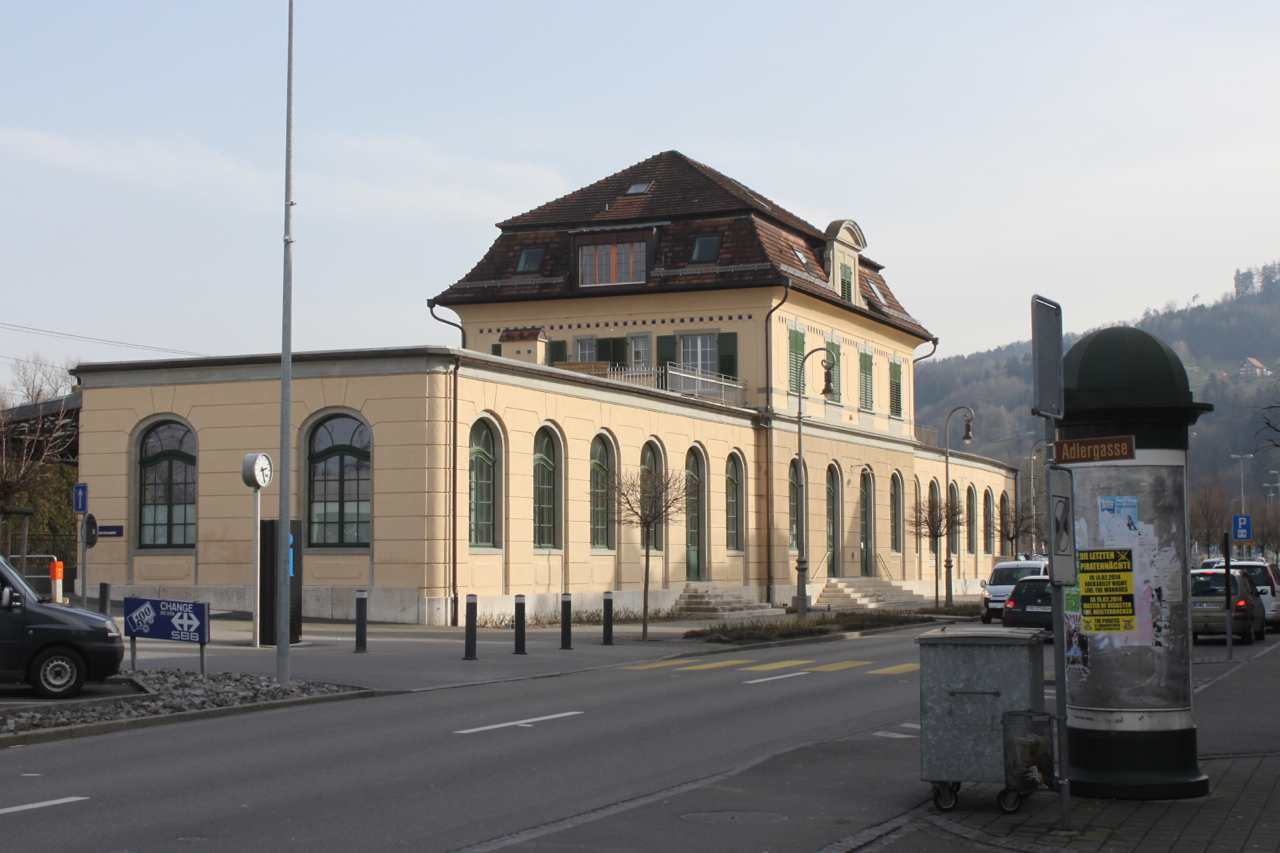
라이네크역

라이네크역은 장크트갈렌 S-반 서비스 S2, S3 및 S4가 운행하는 장크트마르그레텐–로르샤흐 철도 노선에 위치해 있으며, 장크트갈렌시까지 시간당 여러 대의 열차를 제공한다. 또한 라이네크-발첸하우젠 산악철도는 한 시간에 한 번 또는 두 번 라이네크 상공 272m에 있는 발첸하우젠까지 역을 연결한다. 그것은 또한 포스트버스 서비스의 라인 222 및 242와 라인탈 버스(RTB)의 라인 304 및 305에 연결된다.
라이네크는 콘스탄스 호수의 스위스 해운 서비스의 동쪽 끝이며, 마을의 상륙 단계는 알터라인 수로의 기차역 뒤에 있다.